# Jean-Jacques Suurmond

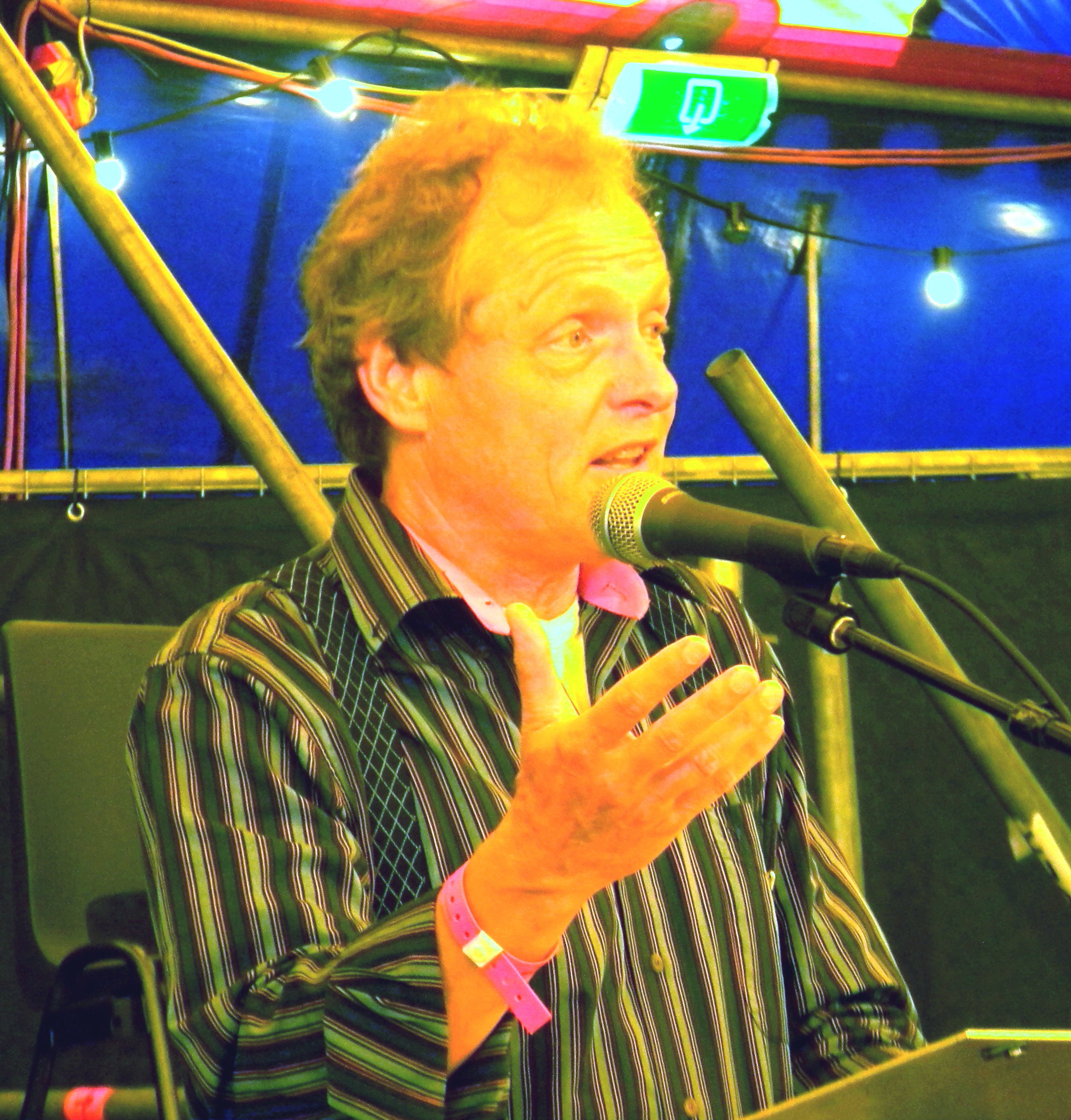
Jean-Jacques Suurmond in 2010

Jean-Jacques Suurmond (Kruiningen, 1950) is een Nederlandse columnist en predikant.
Hij huwde in 1977 en heeft twee dochters.
In de jaren zeventig werd Suurmond, toen actief als hippie, bekeerd tot het christelijk geloof en raakte betrokken bij de pinksterbeweging. Hij studeerde aan de Centrale Pinksterbijbelschool. Hij ontving zijn B.A. van het Continental Bible College in Brussel en zijn M.A. en Ph.D. (1983) aan het Fuller Theological Seminary in Californië. Vanaf 1979 werd hij in de Verenigde Staten predikant van de Assemblies of God, verbonden aan de pastorale staf van een mega-kerk in North Hollywood.
Terug in Nederland sloot hij zich aan bij de charismatische beweging, die spirituele elementen van de pinksterbeweging introduceerde in de katholieke en protestantse kerken. In 1989 werd Suurmond deeltijdpredikant voor de Nederlandse Hervormde Kerk in Gendt, en vanaf 1993 in Vlaardingen (PKN). Tevens behaalde hij het Europese certificaat voor psychotherapie (ECP) en had van 1999 tot 2010 een praktijk als gestalttherapeut. In 2016 ging hij als predikant-geestelijk verzorger met emeritaat. Tegenwoordig werkt hij in Amersfoort als supervisor/coach en publicist. Ook verzorgt hij lezingen op het gebied van spiritualiteit.
Hij schreef een aantal wetenschappelijke boeken over het geloof en de kerk, zoals Het spel van Woord en Geest (1995) (vertaald als Word and Spirit at Play) en Van religie naar geloof: een essay over de kerk en het individualisme (1999).
Andere publicaties zijn leesbaar voor een groot publiek, zoals Op reis met de Kleine Prins (derde druk 2000, hernieuwde uitgave 2014) en Kleine gids van het christelijk geloof (2003).
Vanaf 2005 was hij columnist bij het dagblad Trouw. Daarmee stopte hij begin 2018 omdat de redactie van de krant het "tijd vond voor een nieuw geluid". Op 2 oktober 2007 meldde hij de lezers van zijn column dat er kanker bij hem was vastgesteld. Inmiddels is hij hersteld van deze ziekte. Naar aanleiding van deze ervaring verscheen de bundel God & heer K (2009). Het boek Becoming Christian/Christen worden (2009) bevat gesprekken over geloof en kunst met kunstenaar Saša Karalić. Met hem organiseerde hij in 2009 in Amsterdam een uitgebreid kunstproject met medewerking van dertig theologen en kunstkenners: "The Extra Light Project". Verder verschenen van zijn hand De spiritualiteit van Florence Nightingale (2010) en Een gevaarlijk geluk (2010). De laatste bundel bevat, naast columns, de Eredienstvaardiglezing 2009 en de Titus Brandsmalezing 2009. Recente uitgaven zijn Meer geluk dan grijsheid, Zou je niet eens opstaan? en de bundel Bestaat u? In 2017 verscheen God zijn, een oefening in bescheidenheid. Regelmatig publiceert hij artikelen in Speling, Volzin en blogs op het platform Nieuwwij.nl
In het najaar van 2022 verscheen zijn vertaling (de eerste in het Nederlands) van de spirituele klassieker Mysticism van Evelyn Underhill, onder de titel: Mystiek, hoe God werkt in de mens.
- Gemeinsame Normdatei: 142675156
- International Standard Name Identifier: 0000 0003 7419 842X
- Nederlandse Thesaurus van Auteursnamen: 074195379
- Virtual International Authority File: 75551304